# فرانك جولدسميث
فرانك جولدسميث (بالإنجليزية: Frank Goldsmith)‏ هو سياسي بريطاني (وحمل سابقاً جنسية المملكة المتحدة لبريطانيا العظمى وأيرلندا)، ولد في 1878 في فرانكفورت في ألمانيا، وتوفي في 14 فبراير 1967. حزبياً، نشط في حزب المحافظين. في الانتخابات العمومية البريطانية في يناير 1910 ‏، انتخب عضو برلمان المملكة المتحدة الـ29 عن دائرة Stowmarket (UK Parliament constituency) ‏ (15 يناير 1910 – 28 نوفمبر 1910) وفي الانتخابات العمومية البريطانية في ديسمبر 1910 ‏، انتخب عضو برلمان المملكة المتحدة الـ30 عن دائرة Stowmarket (UK Parliament constituency) ‏ (3 ديسمبر 1910 – 25 نوفمبر 1918).